# Angela Bofill
Angela Bofill (Nova Iorque, 2 de maio de 1954 – Vallejo, 13 de junho de 2024) foi uma cantora, com voz de contralto, e compositora americana.
Nascida de um pai cubano e de uma mãe porto-riquenha, Bofill é ao mesmo tempo afro-americana e latino-americana. Na condição de latino-americana foi uma das primeiras pessoas a obter sucesso no segmento da música R&B. Ela se apresentou com Ricardo Morrero & the Group e o coral do Dance Theater do Harlem antes do seu álbum de estreia em 1978, Angie. Ela conseguiu vários sucessos dançantes, tais como "Angel Of The Night," "Something About You", "Holding Out For Love" e "Too Tough". Entretanto, ela provavelmente é mais conhecida por suas baladas "This Time I'll Be Sweeter", ''Time To Say Goodbye'' e por "I Try". No início da década de 1980, ela gravou You're A Special Part Of Me, um dueto com Johnny Mathis. Seu álbum de 1983, "Teaser", chegou ao Top 10 R&B com "I'm On Your Side", que também obteve sucesso na voz de Jennifer Holliday em 1991.

## Carreira posterior
Ela gravou mais dois álbuns de relativo sucesso pela Arista Records (com a ajuda de George Duke) antes de ir para a Capitol e trabalhar com o produtor Norman Connors no álbum "Intuition" em 1988. Foi seu último sucesso notável nas paradas. Nos oito anos seguintes, ela gravou mais três álbuns de qualidade variável e fez backing vocals em vários outros álbuns, tais como Eternity, álbum de Norman Connors, em 2000.
Ela se apresentou em peças, tais como "God Don’t Like Ugly" e "What A Man Wants, What A Man Needs."  Ela também fez turnês regulares pelos Estados Unidos e pela Europa em espetáculos jazzísticos, com vários artistas.
Em 2023, ela entrou para o hall da fama das compositoras femininas.

## Acidentes vasculares cerebrais em 2006 e 2007
De acordo com seu empresário, Rich Engel, Angela Bofill sofreu um acidente vascular cerebral em 10 de janeiro de 2006 e teve como consequência o lado esquerdo do corpo paralisado. Bofill convalesceu no Sutter Hospital em Santa Rosa, Califórnia. Ela saiu a unidade de terapia intensiva em 15 de janeiro, necessitando de terapia fonoaudiológica e física.
Em função do fato de Angela Bofill não possuir plano de saúde, um concerto beneficente foi organizado para pagar as despesas hospitalares. O espetáculo, organizado por Engel junto com as estações nova-iorquinas de rádio Kiss FM and CD 101.9, foi feito em 11 de março no Bergen Performing Arts Center em Englewood, Nova Jérsei. Eventos similares foram planejados em Detroit e Los Angeles, disse o empresário de Bofill, Rich Engel. Mais uma ajuda foi obtida com a Rhythm and Blues Foundation.
De acordo com a página oficial de Angela Bofill, www.AngelaBofill.com, ela sofreu outro acidente vascular cerebral em 10 de julho de 2007. Sua condição na época era estável. Ela atualmente vive numa casa de repouso na área da baía de São Francisco. Ajuda dos fãs, dos amigos e da família está sendo solicitada pela página.

## Morte
Bofill morreu em 13 de junho de 2024, aos setenta anos, em Vallejo.

## Discografia

### Álbuns
- Angie – 1978 (relançamento em CD: 2001)
- Angel of the Night – 1979 (relançamento em CD: 2001)
- Something About You – 1981 (relançamento em CD: 2002)
- Too Tough – 1983
- Teaser – 1983
- Let Me Be the One – 1984
- Tell Me Tomorrow – 1985
- Intuition – 1988
- I Wanna Love Somebody – 1993
- Love in Slow Motion – 1996
- Live from Manila – gravado em 2004, lançado em 2006

### Compilações
- The Best Of Angela Bofill – 1986
- The Definitive Collection – 1999
- Platinum & Gold Collection – 2003

### Singles
| Ano  | Nome                        | Álbum               | US  | US R&B |
| ---- | --------------------------- | ------------------- | --- | ------ |
| 1979 | "This Time I'll Be Sweeter" | Angie               | 104 | 23     |
| 1980 | "Angel of the Night"        | Angel of the Night  | -   | 67     |
| 1981 | "Something About You"       | Something About You | -   | 21     |
| 1982 | "Holdin' Out For Love"      | Something About You | -   | 26     |
| 1983 | "Too Tough"                 | Too Tough           | -   | 5      |
| 1983 | "Tonight I Give In"         | Too Tough           | -   | 12     |
| 1983 | "I'm On Your Side"          | Teaser              | -   | 20     |
| 1985 | "Let Me Be The One"         | Let Me Be The One   | -   | 84     |
| 1988 | "I Just Wanna Stop"         | Intuition           | -   | 11     |
| -    | "You Should Know By Now"    | Intuition           | -   | -      |